# トゥポウ・トンガポウリ・アレアモトゥア
トゥポウ・トンガポウリ・アレアモトゥア (トンガ語: Tupou Tongapoʻuli Aleamotuʻa) は、トンガの軍人、貴族。
2014年12月21日よりトンガ王国軍（HMAF）司令官を務めている。

## 経歴
1966年に誕生する。
2011年10月から2012年5月まで、トンガ軍アフガニスタン派遣部隊を指揮し、キャンプ・バスティオンに駐留した。
2014年12月21日よりトンガ王国軍司令官を務めている。 
2015年、アレアモトゥアは兄のソサイア・トゥポウ・アレアモトゥアの死去に伴い、国王トゥポウ6世からフィエラケパ卿の称号を授与された。この件は甥のトゥポウ・トンガリウアキ・フィロアウロ・アレアモトゥアによって異議が申し立てられ、2015年12月にトンガ土地裁判所は後者に有利な判決を下した。この決定は2016年8月にトンガ枢密院によって支持された。
2021年4月から2022年5月までトンガ警察臨時長官を務めた。
2022年5月より、アレアモトゥアはトンガ枢密院議員である
2024年8月1日、アレアモトゥアはトンガ王国軍の卓越した指導力とオーストラリア国防軍との関係促進によりオーストラリア勲章を授与された。